# Pommier japonais
Malus floribunda
Espèce
Synonymes
- Malus pulcherrima (Sieb.) Makino[2]
- Malus pulcherrima (Siebold) Makino[1]
- Pyrus floribunda G. Kirchn.[3]

Le Pommier japonais, Pommier du Japon, ou Pommier à fleurs (Malus floribunda), est une espèce de plantes à fleurs de la famille des Rosaceae. C'est un pommier originaire de la Chine et du Japon cultivé en arbuste d'ornement. Il s'agit soit d'une espèce naturelle, soit d'un hybride de Malus toringo et de Malus baccata.

## Description
L'arbre à port étalé et retombant peut atteindre 8 mètres de haut.
Les feuilles sont petites et ovales.
Les fleurs parfumées éclosent rouges puis virent au blanc en passant par le rose. Avec sa floraison hâtive apparaissant dès le tout début du printemps, c'est le premier des Malus à fleurir au jardin.
Les fruits sont de couleur rouge, ou bien jaune tirant sur le vert, de 1,3 à 2,3 cm de diamètre.
Son nombre chromosomique est 2n = 34.

## Culture
Très rustique, il peut résister à des températures allant jusqu'à −25 °C. Privilégier un sol acide et humide car il craint la sécheresse. Il pourra supporter une exposition en plein soleil s'il est bien arrosé.
Il est légèrement sensible à l'oïdium, au chancre nectrien et au feu bactérien.

## Utilisation
Cette espèce ayant l'avantage d'être résistante à la tavelure du pommier, on l'utilise pour créer de nombreux hybrides de pommes à couteau dont la pomme Ariane récemment développée par l'INRA.
Malus floribunda (ou des hybrides tel que le Pommier Evereste) est également beaucoup utilisé comme arbre d'ornement car il arbore de belles fleurs roses au printemps et conserve longtemps ses pommettes rouges en hiver. On peut aussi le traiter en bonsaï.

## Liste des variétés
Selon Tropicos (13 mai 2017) :
- variété Malus floribunda var. parkmannii Koidz.

Selon Catalogue of Life (13 mai 2017) :
- variété Malus floribunda var. parkmanni Koidz.
- variété Malus floribunda var. spontanea Makino